# Augusto Rangone
Augusto Rangone (11. prosinec 1885, Alessandria, Italské království – 4. prosinec 1970, Acqui Terme, Itálie) byl italský fotbalový trenér, rozhodčí, sportovní manažer a novinář. V letech 1925 až 1928 vedl jako trenér italskou reprezentaci se kterou získal na OH 1928 bronzovou medaili.

## Kariéra
Narodil se v Alessandrii a patřil zakladatelům místního fotbalového klubu Alessandria v roce 1912, kde zastával roly pokladníka, technického ředitele, trenéra a manažera.
Byl také rozhodčím a šéfem arbitrážní komise a také ředitelem Severní ligy (Lega Nord). Byl členem technické komise vedoucí italské reprezentace a byl jejím trenérem, které vedl na OH 1928 v Amsterdamu, kde obsadili 3. místo. Byl také jedním z trenérů, který se zúčastnil MP 1927–1930.
Byl také novinářem a začátkem 30. let vedl v Alessandrii dvoutýdenní místní historický a kulturní časopis L'informatore.
FIGC mu v roce 1949 udělila uznání za průkopníka italského fotbalu.

## Trenérské úspěchy

### Reprezentační
- 1× na OH (1928 – bronz)
- 1× na MP (1927–1930 – zlato)